# 1,2-di-ethylbenzeen
1,2-di-ethylbenzeen is een organische verbinding met als brutoformule C10H14. De stof komt voor als een kleurloze vloeistof met een kenmerkende geur, die onoplosbaar is in water.

## Toxicologie en veiligheid
1,2-di-ethylbenzeen reageert hevig met oxiderende stoffen, waardoor kans op brand en ontploffing ontstaat. De stof tast rubber aan.
De stof is irriterend voor de ogen en de huid. Ze kan effecten hebben op het centraal zenuwstelsel, met als gevolg hoofdpijn, duizeligheid en bewusteloosheid.
Op lange termijn kan de stof ook schade toebrengen aan de lever en de nieren.